# Kowai (rivière)
La rivière Kowai  (en anglais : Kowai River) est un cours d'eau de la région de  Canterbury de l’Île du Sud de la Nouvelle-Zélande.

## Géographie
Elle prend naissance sur le flanc sud de la chaîne Torlesse Range (en) et circule vers le sud , émergeant à partir des contreforts des Alpes Sud près de la ville de Springfield. 
La  rivière tourne vers l’est à travers la partie supérieure de la  Plaines de Canterbury avant de rejoindre  la rivière Waimakariri. 
La State Highway 73/ S H 73 (en) suit la rivière, quand elle grimpe en direction du col de col de Porters Pass (en).